# Élection présidentielle tchadienne de 2016
L'élection présidentielle tchadienne de 2016 se déroule le 10 avril 2016 afin d'élire le président de la république du Tchad,.
Le président sortant Idriss Déby  est réélu pour un cinquième mandat consécutif.

## Résultats
| Candidats                | Candidats                  | Partis                   | Premier tour | Premier tour |
| Candidats                | Candidats                  | Partis                   | Voix         | %            |
| ------------------------ | -------------------------- | ------------------------ | ------------ | ------------ |
|                          | Idriss Déby                | MPS                      | 2 219 352    | 59,92        |
|                          | Saleh Kebzabo              | UNDR                     | 473 074      | 12,77        |
|                          | Laoukein Kourayo Médard    | CTPD                     | 392 988      | 10,61        |
|                          | Joseph Djimrangar Dadnadji | CAP-SUR                  | 186 857      | 5,04         |
|                          | Delwa Kassiré Coumakoye    | Viva-RNDP                | 73 636       | 1,99         |
|                          | Malloum Yoboide            | Indépendant              | 67 019       | 1,81         |
|                          | Mahamat Ahmat Alhabo       | PLD                      | 58 533       | 1,58         |
|                          | Abdoulaye Mbodou Mbami     | Indépendant              | 53 204       | 1,44         |
|                          | Clément Djimet Bagaou      | Indépendant              | 48 471       | 1,36         |
|                          | Gali Ngothé Gatta          | Indépendant              | 44 899       | 1,21         |
|                          | Brice Guedmbaye Mbaimon    | Indépendant              | 36 647       | 0,99         |
|                          | Dividi Boukar              | Indépendant              | 25 107       | 0,68         |
|                          | Julien Béassemda           | PDI                      | 24 125       | 0,65         |
|                          |                            |                          |              |              |
| Votes valides            | Votes valides              | Votes valides            | 3 703 912    | 89,82        |
| Votes blancs et nuls     | Votes blancs et nuls       | Votes blancs et nuls     | 419 818      | 10,18        |
| Total                    | Total                      | Total                    | 4 123 730    | 100          |
| Abstention               | Abstention                 | Abstention               | 2 128 818    | 34,05        |
| Inscrits / participation | Inscrits / participation   | Inscrits / participation | 6 252 548    | 65,95        |

## Galerie

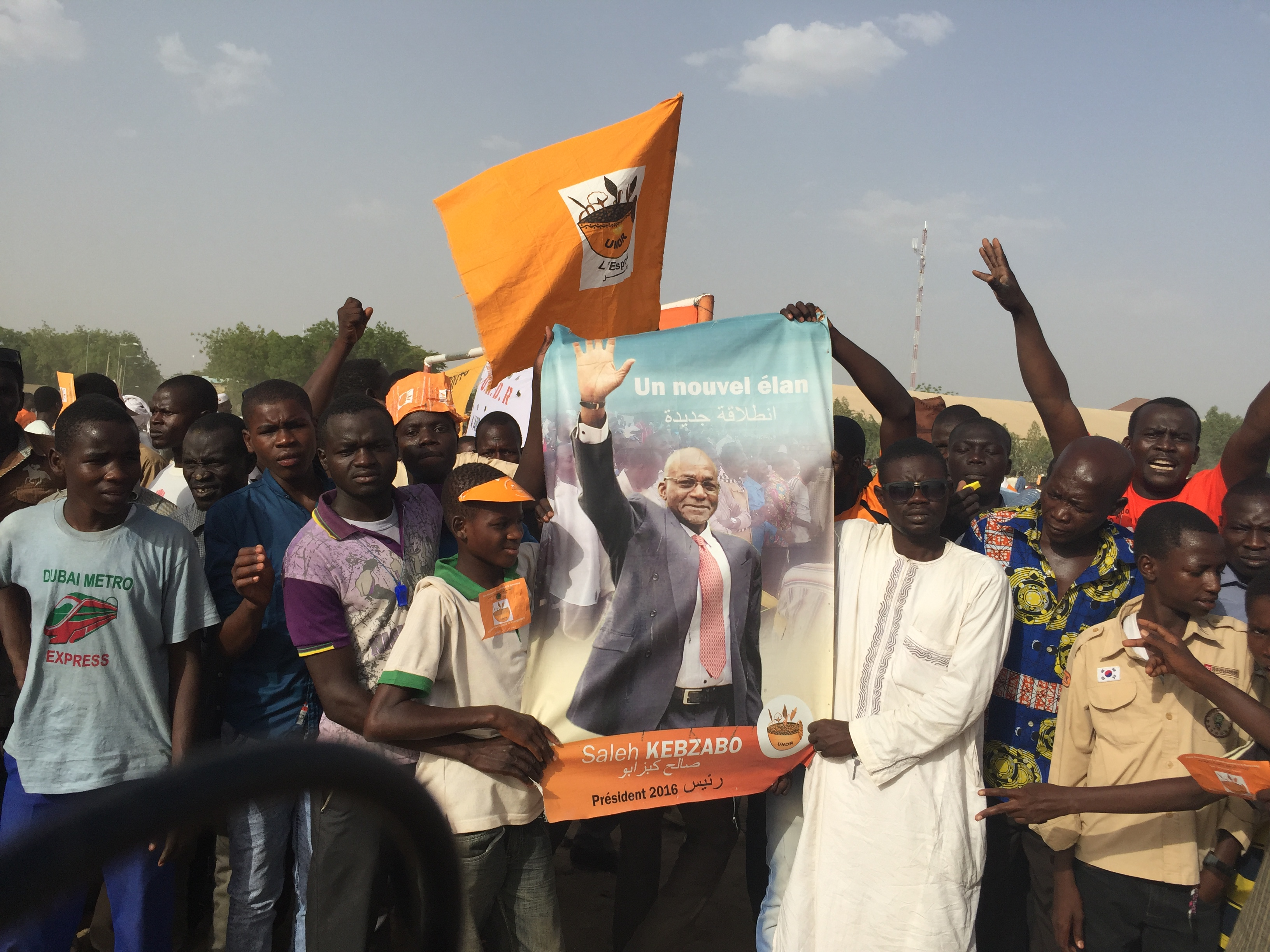
Des soutiens de Saleh Kebzabo lors de son dernier meeting, le 8 avril à N'Djaména.
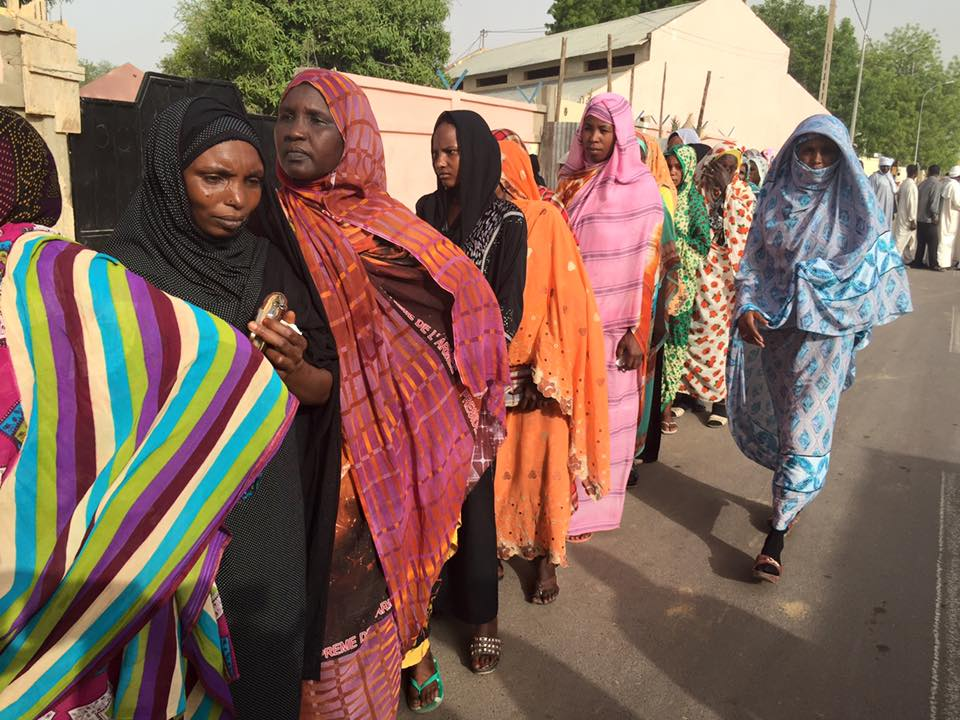
Des femmes font la queue avant de pouvoir voter à N'Djaména.
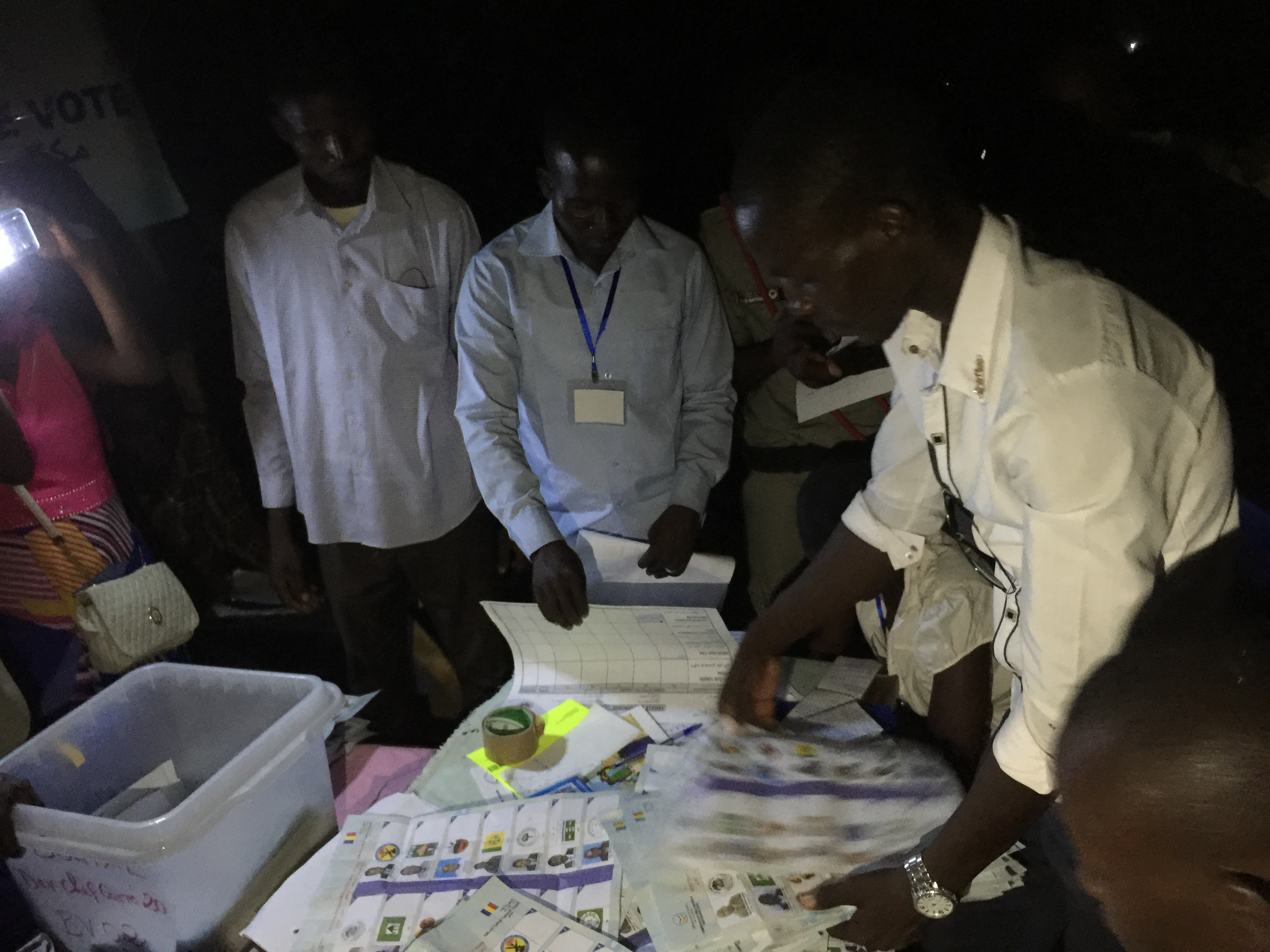
Dépouillements des bulletins de vote dans un bureau de vote à Boutal Bagar, un quartier périphérique de N'Djaména.

## Analyse
Un grand nombre d'électeurs se déplacent pour le scrutin. Certains électeurs ne peuvent notamment pas voter à cause d'un manque de bulletins de vote, comme à Boutal Bagar, un quartier périphérique de la capitale N'Djaména.
Les résultats provisoires sont annoncés le 22 avril par la Commission électorale. Au pouvoir depuis vingt-six ans au Tchad, le président Idriss Déby est réélu pour un cinquième mandat dès le premier tour avec près de 60 % des suffrages exprimés. Saleh Kebzabo, le chef de l’opposition, arrive en deuxième position, suivi du maire de Moundou, capitale économique située dans le sud du pays, Laoukein Kourayo Médard. Plus de six millions d’électeurs étaient inscrits, et le taux de participation a atteint près de 66 %.